# کامبیانو
کامبیانو (به ایتالیایی: Cambiano) یک کومونه در ایتالیا است که در استان تورین واقع شده‌است.

## خصوصیات
کامبیانو ۱۴٫۲ کیلومترمربع مساحت و ۶٬۳۰۴ نفر جمعیت دارد و ۲۵۳ متر بالاتر از سطح دریا واقع شده‌است.

## خواهرخوانده
شهرهای آکویلونیا، ایتالیا و Monteverde, Campania خواهرخوانده‌های کامبیانو هستند.